# جينيفر هيل (ممثل)
جينيفر هيل (بالإنجليزية: Jennifer Hale)‏ (و. 1965  م) هي ممثلة صوت، وممثلة تلفزيونية، وممثلة أفلام من الولايات المتحدة، وكندا.

## التعليم
تعلمت في Birmingham–Southern College ‏.

## وصلات خارجية
- جينيفر هيل على موقع IMDb (الإنجليزية)
- جينيفر هيل على موقع ميتاكريتيك (الإنجليزية)
- جينيفر هيل على موقع روتن توميتوز (الإنجليزية)
- جينيفر هيل على موقع قاعدة بيانات الأفلام العربية
- جينيفر هيل على موقع ألو سيني (الفرنسية)
- جينيفر هيل على موقع ميوزك برينز (الإنجليزية)
- جينيفر هيل على موقع تيرنر كلاسيك موفيز (الإنجليزية)
- جينيفر هيل على موقع أول موفي (الإنجليزية)
- جينيفر هيل على موقع قاعدة بيانات الأفلام السويدية (السويدية)
- جينيفر هيل على موقع إن إن دي بي (الإنجليزية)